# Міхаель Свенссон
Міхаель Свенссон (швед. Michael Svensson, нар. 25 листопада 1975) — шведський футболіст, що грав на позиції захисника.
Виступав, зокрема, за «Саутгемптон», у якому був капітаном, а також національну збірну Швеції, з якою був учасником чемпіонату світу 2002 року.

## Клубна кар'єра
У дорослому футболі дебютував 1995 року виступами за нижчолігову команду «Вернамо», в якій провів чотири сезони, взявши участь у 89 матчах чемпіонату.
У 1997 році перейшов у «Гальмстад», що виступав у Аллсвенскан (вищій лізі чемпіонату Швеції). У своєму дебютному сезоні в новій команді Свенссон не зіграв жодного матчу, проте його команда виграла національний чемпіонат. З часом швед грав все частіше і в 2000 році як основний гравець став з командою чемпіоном Швеції і брав участь у матчах єврокубків.
У 2001 році перейшов у французький «Труа», за який відіграв один сезон в Лізі 1. За підсумками сезону «Труа» посів 7-е місце.
У 2002 році перейшов в клуб англійської Прем'єр-ліги «Саутгемптон» за £2 млн. У 2003 році він з клубом вийшов у фінал Кубка Англії, де «святі» програли 0:1 «Арсеналу» в Лондоні. Навесні 2004 року отримав важку травму коліна, через яку пропустив чемпіонат Європи 2004 року і весь сезон 2004/05, в якому його команда зайняла останнє місце і вилетіла в Чемпіоншип. Міхаель повернувся в жовтні 2005, але незабаром знову пошкодив коліно і вибув з ладу до кінця сезону, зігравши лише 7 матчів в чемпіонаті. В наступному сезоні 2006/07 він не зіграв взагалі жодного матчу в чемпіонаті і по його закінченню покинув клуб через завершення контракту.
7 серпня 2008 року повернувся в «Саутгемптон» і був призначений капітаном команди, підписавши 15 серпня контракт на термін 1 рік. Проте і цього разу виходив на поле вкрай рідко.
24 січня 2009 року Свенссон приєднався до нового тренера тренерського штабу Марка Вутта, як асистент тренера першої команди .
На початку 2011 року Свенссон вирішив відновити кар'єру, заявивши, що більше не відчуває жодних серйозних проблем зі своїми колишніми травмами, повернувшись в «Гальмстад». В сезоні 2011 років, зігравши у 7 матчах чемпіонату, він не зумів врятувати команду від вильоту, проте залишився з нею і у наступному сезоні повернув в еліту. Зігравши у сезоні 2013 року один останній матч у Аллсвенскан, Свенссон остаточно завершив кар'єру.

## Виступи за збірну
17 серпня 1999 року дебютував в офіційних іграх у складі національної збірної Швеції в товариському матчі проти команди Австрії (0:0).
У складі збірної був учасником чемпіонату світу 2002 року в Японії і Південній Кореї, але на поле не вийшов. Останній раз грав за збірну у 2003 році. Спочатку він був названий у складі шведів на Євро-2004, але отримав травму і його замінив Александер Остлунд. Протягом кар'єри у національній команді, яка тривала чотири роки, Свенссон провів у формі головної команди країни 25 матчів.

## Тренерська кар'єра
Після закінчення контракту з «Саутгемптоном» Свенссон заявив, що повернеться додому до Швеції і займеться кар'єрою менеджера, заявивши, що він віддає перевагу почати в дивізіонах 2 або 3. Після цього його колишній клуб «Гальмстад», що шукав нового тренера, вирішив запросити Міхаеля і 17 грудня 2009 року він був представлений асистентом у штабі Ларса Якобссона. З 2016 року Свенссон став головним тренером команди «Гальмстад» (U-19).

## Титули і досягнення
- Чемпіон Швеції (1):

«Гальмстад»: 2000